# 1918
1918 (MCMXVIII) fue un año común comenzado en martes según el calendario gregoriano. 
Este año marcó el fin de la Gran Guerra (Primera Guerra Mundial), conflicto que resultó en la muerte de entre 15 y 22 millones de personas (1 % de la población total en ese momento). Las consecuencias de la guerra continuarán afectando a Europa y al resto del mundo durante los siguientes años.
También fue el año en el que se dio la pandemia de la Gripe de 1918, la cual dejaría entre 50 y 100 millones de muertos, una cantidad mucho mayor que las bajas de la Guerra entre naciones. Fue la primera de dos pandemias del H1N1, siendo la segunda la pandemia de gripe A (H1N1) de 2009-2010.

## Acontecimientos

### Enero
- 2 de enero: en Segovia (España) se incendia el Palacio Real de La Granja de San Ildefonso. Se destruyen numerosas obras de arte.
- 4 de enero: Rusia reconoce la independencia de Finlandia (que había declarado su independencia el 6 de diciembre de 1917), que mantenía invadida desde 1808.
- 6 de enero: Alemania reconoce la independencia de Finlandia.
- 6 de enero: en Costa Rica, en medio del levantamiento contra el dictador Pelico Tinoco, erupciona el volcán Irazú, llenando de cenizas todo el Valle central.
- 23 de enero: en Roma, el papa Benedicto XV beatifica a Nuno Álvares Pereira.
- Finales de enero: en el condado de Haskell (Kansas), el doctor Loring Miner reporta los primeros casos de una nueva gripe. [1]

### Febrero
- 1 de febrero: escuadrillas de Gotha bombardean París. El balance es de 45 muertos y 207 heridos.
- 1 de febrero: en el estado de Yucatán (México), Salvador Alvarado entrega sus poderes.
- 2 de febrero: Rusia reconoce la independencia de Estonia.
- 4 de febrero: en Berlín, huelguistas desautorizados impiden la entrada de los obreros a las fábricas de munición.
- 6 de febrero: en Madrid se estrena la zarzuela El niño judío, con letra de Paso y García Álvarez y música de Luna.
- 7 de febrero: Alemania y Finlandia firman un tratado de paz y amistad.
- 10 de febrero: la empresa alemana de Hugo Junkers patenta un avión monoplano de ala baja.
- 13 de febrero: en China un terremoto de 7,2 deja graves daños y un gran número de víctimas en la provincia de Guangdong y las provincias circundantes.
- 14 de febrero: el Gobierno soviético establece en Rusia el calendario gregoriano en sustitución del juliano.
- 14 de febrero: en Armenia se produce una ofensiva turca.
- 14 de febrero: en Varsovia tienen lugar enérgicas manifestaciones contra la cesión de territorios polacos a Ucrania.
- 16 de febrero: Lituania se independiza de Alemania.
- 16 de febrero: en Bagdad (Irak) los turcos incendian la biblioteca y queman 20 000 libros.
- 16 de febrero: en las Galerías Dalmau de Barcelona, Joan Miró expone sus primeras obras, que reciben una dura crítica.
- 18 de febrero: inicio por las Potencias Centrales de la Operación Faustschlag.
- 19 de febrero: en Mannheim (puerto fluvial alemán en el río Rin) —en el transcurso de la Primera Guerra Mundial— los franceses realizan una incursión aérea.
- 21 de febrero: Jericó (Palestina) es tomada por el ejército británico.
- 23 de febrero: en la Unión Soviética se funda el Ejército Rojo.
- 24 de febrero: Estonia se independiza de la Unión Soviética.

### Marzo
- 3 de marzo: Rusia y Alemania firman el Tratado de Brest-Litovsk, por el que ponen fin a las hostilidades.
- 4 de marzo: en Fort Riley, Estados Unidos, se notifica oficialmente el primer caso de gripe de 1918, el comienzo de una devastadora pandemia.[2]
- 22 de marzo: Antonio Maura es elegido nuevo presidente del Gobierno español, lo que es acogido en toda España con manifestaciones de júbilo.
- 23 de marzo: Letonia se independiza de la Unión Soviética.

### Abril
- 5 de abril: en Francia —en el marco de la Primera Guerra Mundial— finaliza la segunda batalla del río Somme.
- 15 de abril: en España se introdujo por primera vez el horario de verano.
- 21 de abril: cerca del río Somme ―en el norte de Francia― el piloto alemán Manfred von Richthofen (llamado El Barón Rojo) es derribado y muere.
- 21 de abril: en el condado de San Jacinto, California, se registra un terremoto de 6,7 que deja un fallecido y varios heridos.

### Mayo
- 5 de mayo: Final de la primera edición de la Copa de Francia de football.
- 28 de mayo: Armenia proclama su independencia.
- 31 de mayo: en Atenas (Costa Rica) fallece el sacerdote Ricardo Rodríguez Elizondo, debido a las torturas que le realizaron en la cárcel de San José por haber sido acusado de ser uno de los instigadores de las revueltas contra la dictadura de Pelico Tinoco.[3]

### Junio
- 15 de junio: en la ciudad de Córdoba (Argentina) los estudiantes realizan una Reforma Universitaria.
- 16 de junio: la Declaración a los Siete fue un documento escrito por el diplomático británico sir Henry McMahon a siete sirios notables.
- 28 de junio: en Gran Canaria se incendia el Teatro Pérez Galdós.

### Julio
- 2 de julio: en Chile Chico, Chile. En el marco de la Guerra de Chile Chico, Colonos defienden sus tierras de los intentos de expropiación del estado de Chile, resultando en la muerte de 3 carabineros.
- 4 de julio: en el Imperio otomano, el sultán Mehmed VI asciende al trono.
- 9 de julio: en la ciudad de Buenos Aires (Argentina), se registran –5.4 °C, la temperatura más baja de su Historia.
- 15 de julio: en los ríos Aisne y Marne, tropas aliadas inician una contraofensiva y obligan a las fuerzas alemanas a replegarse.
- 17 de julio: el submarino alemán SM U-55 hunde por tres torpedos al Carpathia. Mueren 5 personas en el naufragio.
- 17 de julio: asesinato de la familia del zar Nicolás II de Rusia.
- 22 de julio: en España el macizo oriental de los Picos de Europa es declarado parque nacional, el primero de España, con el nombre de Parque nacional de la Montaña de Covadonga. Con su ampliación al resto de los Picos de Europa, en 1995, pasaría a llamarse parque nacional de los Picos de Europa.

### Agosto
- 7 de agosto: Se posesiona como Presidente de Colombia el escritor y diplomático Marco Fidel Suárez.
- 8 de agosto: en la ciudad de Córdoba (Argentina) se funda el club Instituto Atlético Central Córdoba.
- 15 de agosto: en el mar de Célebes se registra un terremoto de 8,3 que causa un gran tsunami que deja 52 fallecidos.
- 16 de agosto: en España se declara parque nacional al valle de Ordesa, en el Pirineo oscense.
- 31 de agosto: en Moscú (Unión Soviética), el cónsul general británico Bruce Lockhart es detenido y acusado de conspirar contra el Gobierno soviético.

### Septiembre
- 28 de septiembre: en Londres (Reino Unido) se interpreta por primera vez la obra musical Los planetas, del compositor británico Gustav Holst.

### Octubre
- 11 de octubre: Un terremoto de 7,1 sacude el área oeste de la isla de Puerto Rico provocando un tsunami que deja 118 fallecidos.
- 28 de octubre: se proclama la República de Checoslovaquia, independiente del Imperio austrohúngaro. Seguidamente la población austríaca de Bohemia y Moravia (Sudetes) proclama su unión a Austria Alemana.
- 23 de octubre: En Quito (Ecuador) se funda el equipo de fútbol Club Universitario, que en 1930 pasaría a llamarse Liga Deportiva Universitaria de Quito.
- 29 de octubre: Revolución de Noviembre en Alemania.
- 30 de octubre: en Hungría estalla la Revolución de los Crisantemos.
- 31 de octubre: Carlos I, emperador de Austria y rey de Hungría, huye tras producirse la revolución austrohúngara. Hungría se separa de Austria, por lo que queda disuelto el Imperio austrohúngaro.

### Noviembre
- 6 de noviembre: en Polonia se proclama la segunda república polaca.
- 11 de noviembre: Fin de la Primera Guerra Mundial en ese entonces la mayoría la llamo Gran Guerra.
  - A las 11:00 horas se firma el Armisticio del 11 de noviembre de 1918 en Rethondes, Compiègne (Francia) con la rendición de las Potencias Centrales.
  - Revocación del Tratado de Bucarest (1918).
  - Revocación del Tratado de Brest-Litovsk; entre Alemania y Rusia.
  - Fin de la Regencia de Polonia, con lo que finalizan 123 años de ocupación extranjera en Polonia.
  - Inicio de la Segunda República Polaca.
- 12 de noviembre: Abdicación del emperador Carlos de Austria-Hungría.
- 13 de noviembre: Hungría firma el armisticio con los aliados.
- 18 de noviembre: Letonia se independiza de Alemania.

### Diciembre
- 6 de diciembre: un terremoto de 7,2 sacude la provincia canadiense de Columbia Británica.
- 21 de diciembre: en Cali (Colombia) se crea el América Football Club (América F. B. C.), equipo de fútbol que más tarde se fundaría de manera oficial como América de Cali.
- En Suecia se instaura el sufragio femenino.
- En Irlanda, al finalizar la Primera Guerra Mundial en este año, la Corona británica creó dos parlamentos, uno en Dublín (al sur) y otro en Belfast (al norte). Realizadas las elecciones, en el sur triunfó el Sinn Féin, lo que provocó la guerra civil (1919-1921) entre los nacionalistas y los británicos. En 1921, se firmó la paz por la que el gobierno británico reconoció la existencia del Estado Libre de Irlanda, el Irish Free State, pero bajo el dominio británico. En el norte se creó la provincia de Irlanda del Norte que permanece en el Reino Unido.

### Sin fecha
- Las Empresas Públicas de Medellín (EPM) en Colombia se constituyen en una entidad municipal con carácter autónomo, independiente y descentralizada.[4]

## Guerra
- 8 de enero: el presidente de Estados Unidos Wilson presenta su programa de paz y reconstrucción de Europa en un discurso pronunciado ante el Senado; en el transcurso del cual presenta los que posteriormente se conocerían como Catorce puntos del Presidente Wilson.
- 3 de marzo: Tratado de Brest-Litovsk entre Alemania, el Imperio austrohúngaro, Bulgaria y el Imperio otomano y la Rusia bolchevique.
- 15 de julio: Empieza la Segunda Batalla del Marne, en la Primera Guerra Mundial
- 6 de agosto: Termina la Segunda Batalla del Marne, en la Primera Guerra Mundial
- 8 de agosto: las tropas de la Entente rompen el frente alemán en Francia; el mando militar alemán considera perdida la guerra.
- 29 de septiembre: armisticio de Bulgaria.
- 29 de septiembre: el mando militar alemán decide pedir conversaciones de armisticio.
- 3 de octubre: formación de nuevo gobierno alemán con participación de socialdemócratas para facilitar inicio conversaciones de armisticio.
- 28 de octubre: la rebelión de la marinería de guerra alemana en el puerto de Kiel, negándose a hacerse a la mar, fuerza al gobierno alemán a acelerar la petición por el armisticio.
- 30 de octubre: armisticio de Mudros entre la Entente y el Imperio otomano.
- 9 de noviembre: el káiser Guillermo II es forzado a abdicar, proclamándose la república en Alemania.
- 11 de noviembre: la Entente y Alemania firman el armisticio de Compiègne.

## Arte y literatura
- Aleksandr Blok: Los doce.
- Guillaume Apollinaire: Caligramas (Apollinaire).
- Medardo Ángel Silva: El árbol del bien y del mal.
- James Joyce: Exiliados.
- Abraham Valdelomar Pinto: El caballero Carmelo.

## Ciencia y tecnología
- Ernest Rutherford realiza la primera desintegración parcial del átomo.
- Pandemia de gripe de 1918 (entre 20 y 50 millones de muertos en todo el mundo).
- Gerrit Smith Miller describe por primera vez el baiji (Lipotes vexillifer).

## Nacimientos

### Enero
- 1 de enero: Rubén Calderón Bouchet, filósofo, profesor y pensador tradicionalista argentino (f. 2012).
- 14 de enero: Trini de Figueroa, escritora española (f. 1972).
- 21 de enero: Marcelino Camacho, sindicalista, fundador, secretario general y presidente de CCOO (f .2010).
- 22 de enero: Isaac Aisemberg, escritor y guionista argentino (f. 1997).
- 26 de enero: Nicolae Ceausescu, líder rumano comunista (f. 1989).
- 28 de enero: Susana March, escritora española (f. 1990).

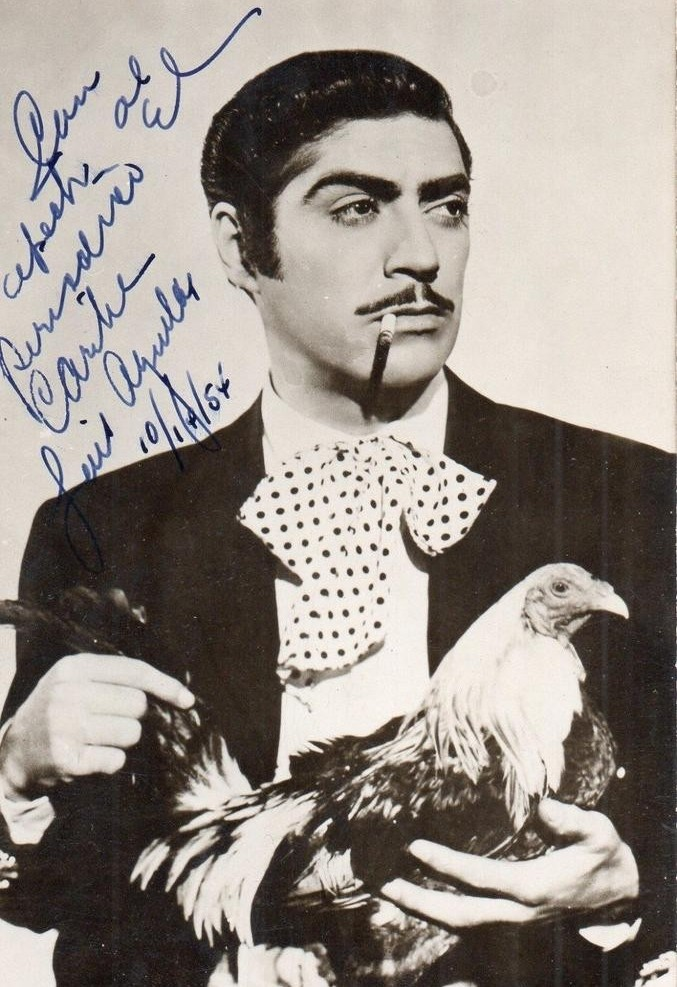
Luis Aguilar

- 29 de enero: Luis Aguilar, actor y cantante mexicano (f. 1997).

### Febrero
- 1 de febrero: 
  - Montserrat Abelló, poetisa y traductora española (f. 2014).
  - Carlos Santiago Fayt , abogado argentino, juez de la Corte Suprema (f. 2016).
- 8 de febrero: Enrique Tierno Galván, político español, alcalde de Madrid (f. 1986).
- 18 de febrero: José Antonio Casanova, beisbolista y entrenador venezolano (f. 1999).
- 22 de febrero: Robert Wadlow, el hombre más alto de la historia (f. 1940).
- 25 de febrero: Miguel Gallastegui, pelotari vasco (f. 2019).
- 26 de febrero: Theodore Sturgeon, escritor estadounidense (f. 1985).

### Marzo
- 5 de marzo: James Tobin, economista estadounidense (f. 2002).
- 13 de marzo: Ignacio Burgoa Orihuela, jurista mexicano (f. 2005).
- 20 de marzo: Bernd Alois Zimmermann, compositor alemán (f. 1970).
- 24 de marzo: Vicente de Espona, pintor y escultor español (f. 1995).
- 27 de marzo: Ezequiel Monsalve Casado, magistrado venezolano (f. 1999).

### Abril
- 2 de abril: Inés Gómez Carrillo, pianista argentina (f. 2014).
- 6 de abril: Constante José Aguer, cantor, guitarrista, poeta, escritor, periodista argentino y compositor del cancionero guaraní (f. 2010).
- 12 de abril: Cayetano Martí Valls, escritor mallorquí (f. 2007).
- 18 de abril: André Bazin, crítico de cine francés (f. 1958).
- 16 de abril: Dick Gibson, piloto británico de automovilismo (f. 2010).
- 19 de abril: Vidal López, beisbolista venezolano (f. 1972).

### Mayo
- 7 de mayo: Argeliers León, musicólogo cubano (f. 1991).
- 11 de mayo: Richard Feynman, físico estadounidense (f. 1988).
- 25 de mayo: Henry Calvin, actor texano (f. 1975).

### Junio
- 17 de junio: Raúl Padilla, actor mexicano (f. 1994).
- 21 de junio: María Luisa Ponte, actriz española (f. 1996).
- 29 de junio: Eduardo Parra Sandoval, cantautor chileno (f. 2009).

### Julio
- 4 de julio: 
  - Taufa'ahau Tupou IV, rey de Tonga (f. 2006).
  - Johnnie Parsons, piloto de automovilismo estadounidense (f. 1984).
- 6 de julio: Francisco Moncion, miembro fundador del New York City Ballet (f. 1995).
- 9 de julio: Alí Chumacero, poeta y editor mexicano (f. 2010).
- 13 de julio: Alberto Ascari, piloto italiano de Fórmula 1 (f. 1955).
- 14 de julio: Ingmar Bergman, director de cine sueco (f. 2007).
- 18 de julio: Nelson Mandela, presidente sudafricano (f. 2013).
- 29 de julio: Vladímir Dudintsev, escritor ucraniano en idioma ruso (f. 1998).

### Agosto
- 6 de agosto: Salvador Cayetano Carpio, político y sindicalista salvadoreño (f. 1983).
- 19 de agosto: Julijan Knežević, archimandrita serbio (f. 2001)
- 25 de agosto: Leonard Bernstein, compositor y director de orquesta estadounidense (f. 1990).
- 26 de agosto: Katherine Johnson, matemática e informática estadounidense (f. 2020).

### Septiembre
- 14 de septiembre: Georges Berger, piloto de automovilismo belga (f. 1967).
- 20 de septiembre: Horace Gould, piloto de automovilismo británico (f. 1968).
- 21 de septiembre: Juan José Arreola Zúñiga, escritor, académico y editor mexicano f. 2001).
- 24 de septiembre: Mario Báncora, físico argentino (f. 2006).
- 25 de septiembre: Oscar Blottita Blotta, dibujante, historietista y publicista argentino (f. 2007).
- 26 de septiembre: 
  - Diego Salas Pombo, abogado y político español (f. 1977).
  - Ángel Labruna, futbolista y entrenador argentino (f. 1983).

### Octubre
- 2 de octubre: Claude Eatherly, aviador estadounidense (f. 1978); piloteó el avión de reconocimiento climático que apoyó el atentado terrorista atómico contra la población civil de la ciudad de Hiroshima (Japón) el 6 de agosto de 1945.
- 5 de octubre: César Dávila Andrade, poeta, escritor y ensayista ecuatoriano (f. 1967).
- 10 de octubre: Yigal Allon, político y militar israelí (f. 1980).
- 12 de octubre: Francisco Javier Sáenz de Oiza, arquitecto español (f. 2000).
- 14 de octubre: Luis de Llano Palmer, productor mexicano (f. 2012).
- 17 de octubre: Rita Hayworth, actriz estadounidense (f. 1987).
- 18 de octubre: Bobby Troup, músico estadounidense (f. 1999).
- 18 de octubre: Emilio Vidal, actor y humorista uruguayo (f. 1994).
- 29 de octubre: Baby Peggy (Diana Serra Cary), actriz estadounidense (f. 2020).

### Noviembre
- 1 de noviembre: Ken Miles, piloto de automovilismo británico (f. 1966).
- 2 de noviembre: Augusto Dammert,  diplomático peruano (f. 2005).
- 3 de noviembre: Raimon Panikkar, filósofo y teólogo español (f. 2010).
- 4 de noviembre: Art Carney, actor estadounidense (f. 2003).
- 7 de noviembre: Billy Graham, predicador estadounidense (f. 2018).
- 9 de noviembre: Choi Hong Hi, creador del taekwondo (f. 2002).
- 13 de noviembre: José Ortega Spottorno, empresario editor español (f. 2002).
- 22 de noviembre: Blas Piñar, político español (f. 2014).
- 26 de noviembre: Patricio Aylwin, político chileno, presidente entre 1990 y 1994 (f. 2016).
- 29 de noviembre: Madeleine L’Engle, escritora estadounidense de literatura juvenil (f. 2007).
- 30 de noviembre: Efrem Zimbalist Jr., actor estadounidense (f. 2014).

### Diciembre
- 5 de diciembre: Raúl Amaral, poeta, escritor, crítico literario, poeta y periodista argentino (f. 2006).
- 10 de diciembre: Anne Gwynne, actriz estadounidense (f. 2003).
- 13 de diciembre: Bill Vukovich, piloto estadounidense de automovilismo (f. 1955).
- 21 de diciembre: Kurt Waldheim, diplomático y político austriaco (f. 2007).

## Fallecimientos

### Enero
- 1 de enero: "Hormiga Negra" Hoyos, gaucho argentino (n. 1837).
- 6 de enero: Georg Cantor, matemático alemán (n. 1845).
- 9 de enero: Émile Reynaud, inventor y pionero del cine de animación.
- 14 de enero: Bernhard Weiss, teólogo protestante alemán (n. 1827).
- 17 de enero: Julius Wellhausen, teólogo protestante alemán (n. 1844).

### Febrero
- 6 de febrero: Gustav Klimt, pintor austríaco (n. 1862).
- 8 de febrero: Louis Renault, jurista francés, premio nobel de la paz en 1907.
- 10 de febrero: Ernesto Teodoro Moneta, editor y pacifista italiano, premio nobel de la paz en 1907 (n. 1833).
- 10 de febrero: Abdul Hamid II, sultán del imperio otomano (n. 1842).

### Marzo
- 15 de marzo: Rogelio Fernández Güell, político, escritor y periodista costarricense asesinado por la dictadura de Tinoco (n. 1883).
- 25 de marzo: Claude Debussy, compositor francés (n. 1862).

### Abril
- 5 de abril: Paul Vidal de La Blanche, geógrafo francés (n. 1845).
- 11 de abril: Otto Wagner, arquitecto austríaco (n. 1841).
- 20 de abril: Carl Ferdinand Braun, físico alemán, premio nobel de física en 1909 (n. 1850).
- 21 de abril: Manfred von Richthofen, aviador militar alemán (n. 1892).
- 28 de abril: Gavrilo Princip, nacionalista yugoslavo que asesino al archiduque Francisco Fernando en Sarajevo (n.1894).

### Mayo
- 9 de mayo: María del Pilar de Baviera y Borbón, infanta de España y princesa de Baviera (n. 1912).
- 18 de mayo: Blandina del Sagrado Corazón, religiosa católica alemana (n. 1883).

### Julio
- 7 de julio: José Gras y Granollers, fundador de las hijas de Cristo Rey
- 17 de julio: Nicolás II, aristócrata ruso, zar entre 1894 y 1917.
- 17 de julio: Alejandra Fiodorovna, zarina de Rusia (n. 1872).
- 17 de julio: Olga Nikoláyevna Románova, aristócrata rusa (n. 1895).
- 17 de julio: Tatiana Nikoláyevna Románova, aristócrata rusa (n. 1897).
- 17 de julio: María Nikoláievna Románova, aristócrata rusa (n. 1899).
- 17 de julio: Anastasia Nikoláyevna Románova, aristócrata rusa (n. 1901).
- 17 de julio: Alekséi Nikoláyevich Románov, aristócrata ruso (n. 1904).
- 22 de julio: Manuel González Prada, escritor peruano (n. 1844).
- 25 de julio: Carlos Guido y Spano, poeta argentino n. 1827).

### Agosto
- 2 de agosto: Martin Krause, pianista y compositor alemán (n. 1853).
- 9 de agosto: Marianne Cope, misionera alemana (n.1838).
- 12 de agosto: Anna Held, actriz polaca.
- 12 de agosto: Mercedes de Velilla, poeta española (n. 1852).
- 31 de agosto: Alan Jay Lerner libretista, letrista y guionista estadounidense (f. 1986).

### Octubre
- 7 de octubre: sir Charles Hubert Hastings Parry, compositor británico.
- 9 de octubre: Raymond Duchamp-Villon, escultor francés (n. 1876).
- 9 de octubre: Saturnino Herrán, pintor mexicano (n. 1887).
- 18 de octubre: Coloman Moser, pintor austríaco.
- 22 de octubre: Rafael Roldós, empresario español, pionero de la publicidad en ese país (n. 1846).
- 31 de octubre: Egon Schiele, pintor austríaco (n. 1890).

### Noviembre
- 9 de noviembre: Guillaume Apollinaire, poeta francés (n. 1880).

### Diciembre
- 2 de diciembre: Edmond Rostand, dramaturgo francés (n. 1868).

## Premios Nobel
- Física: Max Planck
- Química: Fritz Haber
- Medicina: Destinado al Fondo Especial de esta sección del premio.
- Literatura: Destinado al Fondo Especial de esta sección del premio.
- Paz: Destinado al Fondo Especial de esta sección del premio.

## Deporte
23 de octubre: en Quito, Ecuador estudiantes de la facultad de medicina de la Universidad Central de Quito bajo dirección del Dr. César Jácome Moscoso fundaron el `Club Universitario´. 12 años después el club cambiaría su nombre a Liga Deportiva Universitaria